# CCM Kirumba Stadium
Das CCM Kirumba Stadium ist ein Fußballstadion mit Leichtathletikanlage in der tansanischen Stadt Mwanza der gleichnamigen Region. Die 1980 eröffnete Anlage bietet 35.000 Plätze und ist, nach dem Benjamin-Mkapa-Nationalstadion in Daressalam, das zweitgrößte Stadion des Landes.

## Spiele
Die tansanische Fußballnationalmannschaft spielte am 2. Juni 2007 ein Qualifikationsspiel zum Afrika-Cup 2008 gegen den Senegal (1:1). Die Nationalmannschaft bestritt am 29. März 2015 ein Freundschaftsspiel gegen Malawi. Es endete mit einem 1:1-Unentschieden. Am 17. Januar 2015 fand ein Spiel der Premier League zwischen Kagera Sugar FC und Mbeya City im Stadion statt.
Außerdem war es Austragungsort der Vorrundengruppe A und der Finalrunde der Ost- und Zentralafrikameisterschaft CECAFA-Cup 2002.